# TV Dingolfing
Der TV Dingolfing (Turnverein Dingolfing 1868 e. V.) wurde 1868 gegründet und ist mit ca. 1700 Mitgliedern nach dem Ski-Club Dingolfing der zweitgrößte Sportverein in Dingolfing. Aushängeschild sind die Volleyballfrauen, die in der 2. Bundesliga Pro spielen.

## Volleyball
Die Abteilung wurde 1973 gegründet. Bis 2009 gab es auch Männermannschaften. Die Frauen spielten von 1996 bis 1998 in der Bundesliga sowie von 1991 bis 1996, 1998/99, 2013/14 und von 2019 bis 2023 in der 2. Bundesliga Süd. Seit 2023 spielen sie in der neugeschaffenen 2. Bundesliga Pro. Cheftrainer ist Andreas Urmann, sportlicher Leiter ist Tobias Hagen. Die Heimspiele werden in der Sporthalle Höll-Ost in Dingolfing ausgetragen.
Bei den Volleyballern gibt es noch vier weitere Frauenmannschaften und zahlreiche Jugendmannschaften.

### Erfolge
- Aufstieg in die Bundesliga 1996
- Zweitligameister Süd 1996, 2022, 2023
- DVV-Pokal Achtelfinale 2019/20, 2023/24

## Handball
Die Handballabteilung wurde 1931 gegründet. Der TV Dingolfing bildete mit dem TV Landau eine SG Dingolfing-Landau, die sich zur Saison 2020/21 coronabedingt vom BHV-Spielbetrieb zurückzog.

### Erfolge
Feldhandball Damen
- Aufstieg in die Landesliga 1963 (3. Liga)
- Niederbayerischer Meister 1946, 1947
- Niederbayerischer Vizemeister 1948

Hallenhandball Männer
- Aufstieg in die Bezirksoberliga 2003

## Weitere Sportarten
Neben Handball sowie Volleyball werden beim TV Dingolfing u. a. die Sportarten Badminton, Basketball, Boxen, Ju-Jutsu, Leichtathletik, Tischtennis sowie Turnen und Gymnastik ausgeübt. Außerdem veranstaltet der Verein jährlich den „Dingolfinger Halbmarathon“.